# NGC 5739
NGC 5739 is een balkspiraalstelsel in het sterrenbeeld Ossenhoeder. Het hemelobject werd op 18 maart 1787 ontdekt door de Duits-Britse astronoom William Herschel.

## Synoniemen
- UGC 9486
- MCG 7-30-52
- ZWG 220.49
- IRAS 14405+4203
- PGC 52531